# Tommaso Solari
Tommaso Solari (Nápoles, 4 de septiembre de 1820-1889) fue un escultor italiano.

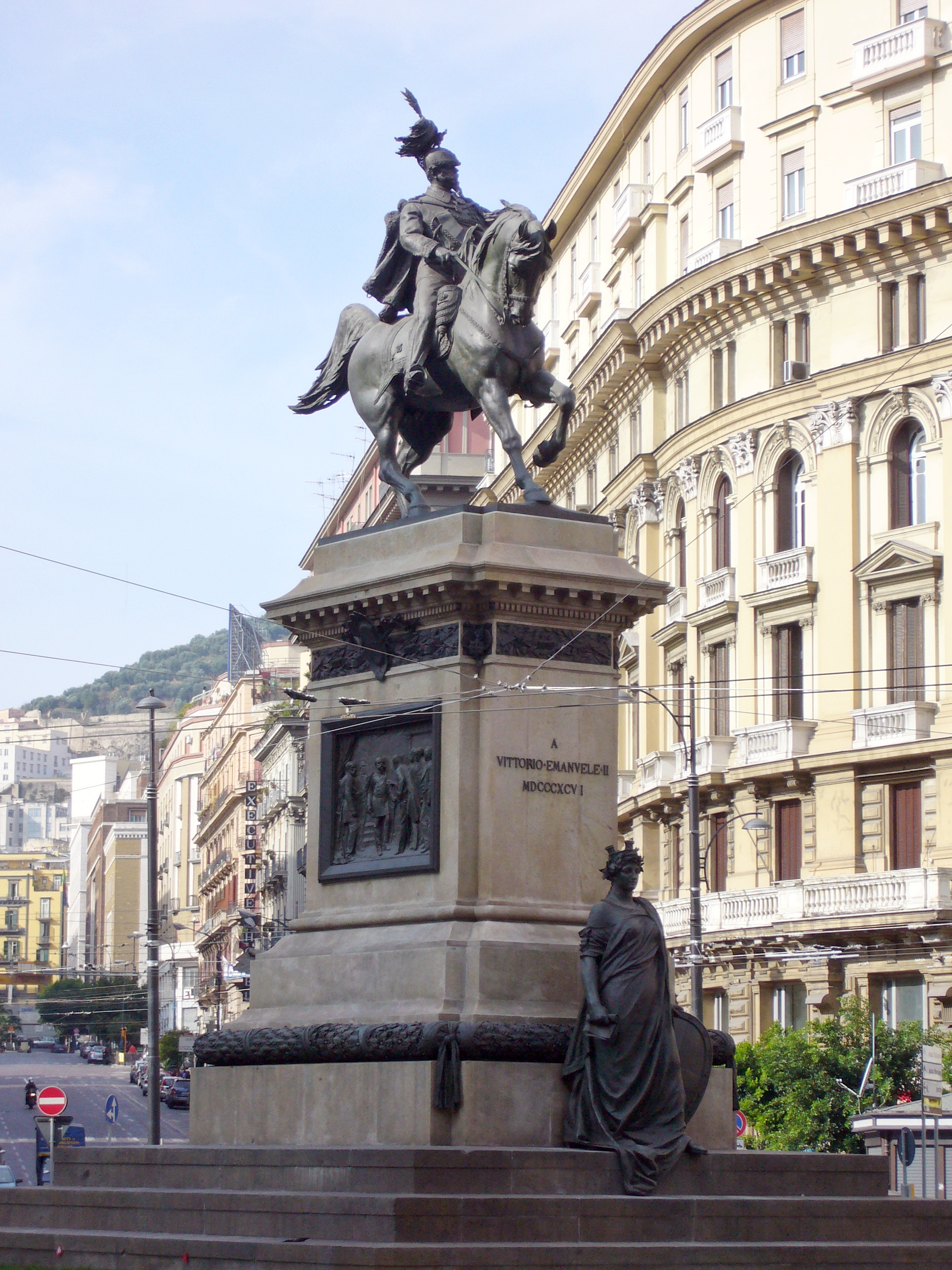
Monumento a Vittorio Emanuele II (de Solari son las escenas de la base, la estatua ecuestre es de Alfonso Balzico) de la Piazza Bovio de Nápoles.

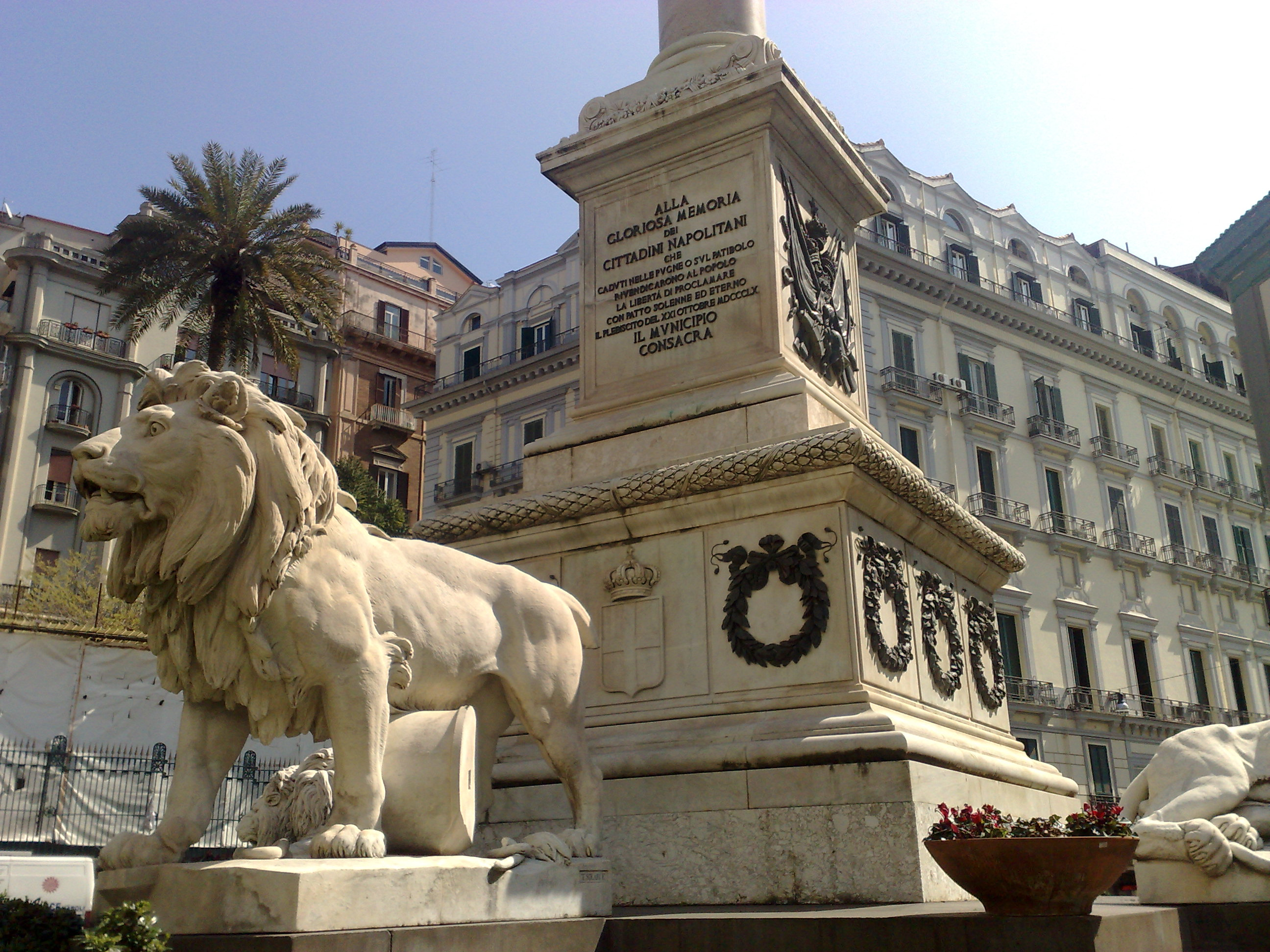
León dedicado a los garibaldinos caídos en 1860, Piazza dei Martiri, Nápoles.

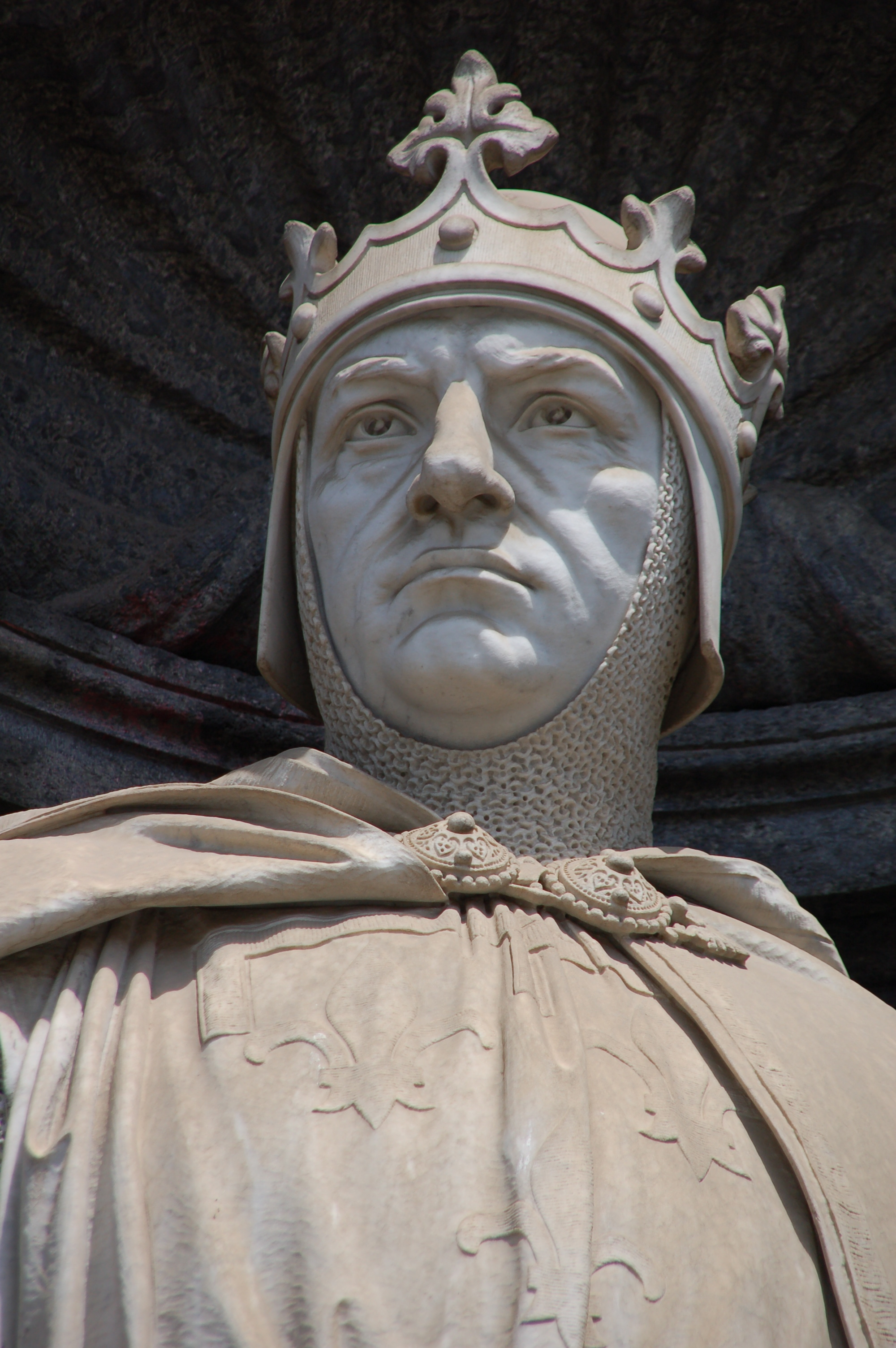
Monumento a Carlos I de Anjou.

Nació en una familia de artistas.  Su padre, Angelo Solari (1775-1846), intentó hacer de él un arquitecto, pero Tomasso prefirió continuar el oficio de escultor de su padre y abuelo (que también se llamaba Tomasso, muerto en Caserta en 1779 y que había realizado numerosas copias de obras clásicas para los jardines del Palacio de Caserta, muchas de las cuales están hoy en los jardines de la Villa Comunale de Nápoles.
Tras estudiar escultura en Nápoles, ganó una estancia de estudios en Roma. En las exhibiciones de la scuola del nudo y diversas exposiciones, ganó varios premios. Destacan las medallas de oro de las Exposiciones de 1846 y 1848. En la Gran Exposición de Londres de 1851 ganó una medalla conmemorativa, y en Florencia la medalla de mérito. Fue nombrado escultor adjunto en el Instituto de Bellas Artes de Nápoles, académico de mérito de las clases de escultura de la Accademia di San Luca de Roma, y asociado de la Academia de Bellas Artes de Nápoles. Fue recompensado con la Cruz de San Mauricio y San Lázaro y la Orden de la Corona de Italia.
Entre sus discípulos estuvieron Achille D'Orsi y Raffaele Belliazzi.

## Obras
Temas bíblicos y mitológicos:
- Abigail y la ira de David (bajorrelieve)
- Cristo hablando a sus discípulos  (bajorrelieve)
- Sinite parvulos ad me venire (bajorrelieve)
- Cristo (de tamaño mayor que el natural, para la capilla del Palacio Real de Nápoles)
- Virgen con Niño, (capilla del Señor de Reudel).
- Virgen con corona de santos, (iglesia de Piedigrotta).
- Annunziata y Presentación en el Templo (iglesia principal de Capua)
- Resurrección de Cristo, (bajorrelieve en bronce)
- Virgen milagrosa, (estatua en plata)
- Santo Tomás de Aquino y San Agustín, (catedral de Gaeta)
- Santo Tomás, (Universidad de Nápoles)
- Sant' Antonino, (mayor que el tamaño natural, para la piazza de Sorrento)
- Putti, (Villa del Príncipe de Nápoles)
- Medea y sus dos hijos
- Esclavo, (París)
- La bacante, (de tamaño natural, Pinacoteca de Capodimonte)
- Venere vincitrice, (para el Gran Duque Nicholas Konstantinovich de Rusia, copia de la estatua de Antonio Canova)

Monumentos:
- Monumento a Sir Harry Parkers, (ministro plenipotenciario de la Gran Bretaña para China)
- Estatua de Tomás Terry, mármol de tamaño natural, para el peristilo del Teatro de Cienfuegos.
- Héroe de Dos Mundos, mayor que el natural, monumento a Corato.
- Monumento a Garibaldi, (bronce, Torre del Greco)
- Busto de Camillo Benso (1862, Nápoles)[3]
- Estatua de Carlos de Anjou, para el Palacio Real de Nápoles.
- Bustos de doce juristas napolitanos, para la sala principal del Tribunal de Apelaciones de Nápoles.
- Monumento a Paolina Ranieri, (Capilla de Santa Chiara, Nápoles)
- Estatua en mármol de la Esperanza para la tumba de la familia Armenio, (Cementerio de Poggioreale, Nápoles)
- Monumento para la familia Mancuso, (Cementerio de Nápoles)
- Retrato de un joven, (tamaño natural, para la tumba Notariis)
- Monumento de Piazza dei Martiri en Nápoles (uno de los cuatro leones)
- Monumento a Carlo Poerio, (Santa Maria della Carità, Nápoles)[4]
- Monumento a Colón, (Instituto de Tarsia)
- Busto de Giuseppe Fiorelli (1867, Museo San Martino, Nápoles)[5]
- Monumento a Giovanni Battista Vico, (Instituto de Tarsia)